# Cellule orageuse

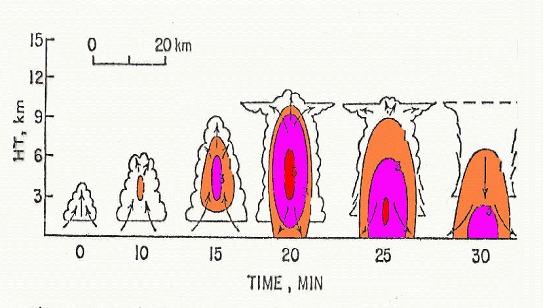
Cycle de vie d'une cellule orageuse simple.

Une cellule orageuse est un nuage de type cumulonimbus qui contient des courants ascendants et descendants, dû à la convection atmosphérique, et qui se déplace comme une entité, fonctionnant comme la plus petite unité d'un système orageux et donnant des précipitations intenses localisées. De façon générale, le suivi en continu par radar météorologique et détecteur de foudre du parcours et du comportement des cellules orageuses représente la part essentielle de la prévision immédiate lors d'un épisode orageux.

## Définition
La cellule orageuse est une perturbation atmosphérique d'origine convective qui est associé à un nuage unique ou un groupement plus ou moins organisé de nuages appelés cumulonimbus. La cellule orageuse désigne donc un cumulonimbus unique dans cette masse en autant qu'il ait son propre ensemble de courants ascendants et descendants et agisse comme une entité indépendante. On peut de ce fait distinguer trois stades dans l'évolution d'une cellule orageuse :
- formation : le courant ascendant de la cellule s'intensifie et permet la condensation de la vapeur d'eau de la parcelle d'air en ascension. Le tout forme d'abord un cumulus congestus, puis un cumulonimbus quand des cristaux de glace se forment à son sommet qui s'étale horizontalement au contact de la tropopause ;
- maturité : des courants descendants font leur apparition. Ce stade s'accompagne de phénomènes caractéristiques tels qu'éclairs et tonnerre, averses (parfois de grêle) et front de rafale ;
- dissipation : la goutte froide descendant du nuage s'étend à la surface terrestre et contribue à bloquer l'alimentation celui-ci en repoussant le courant ascendant en aval.

## Caractéristiques
Généralement, une cellule orageuse s'étend au-dessus d'une aire de l'ordre de la dizaine de kilomètres carrés et dure environ une demi-heure. Il arrive cependant que la coordination entre le courant ascendant et les vents de l'environnement permettent de former un cellule orageuse de plus large superficie et de longue durée de vie : une supercellule. Finalement un ensemble de cellules orageuses donne un orage multicellulaire ou un système convectif de méso-échelle.